# Frecciarossa 1000
Frecciarossa 1000 è il nome commerciale dell'elettrotreno ad alta velocità che fa parte del progetto V300 Zefiro. Viene classificato come ETR 1000.
Il progetto è di proprietà Bombardier, mentre l'assemblaggio è a cura di AnsaldoBreda (dal 2015 Hitachi Rail Italy) ed Alstom Group. L'allestimento è opera della carrozzeria italiana Bertone.
Con i suoi 9,9 MW di potenza oraria, è l'elettrotreno più potente ad aver mai prestato servizio in Italia e può raggiungere la velocità massima di 400 km/h; sulle linee AV/AC italiane può però circolare a una velocità massima commerciale di 300 km/h in quanto al momento la rete AV nazionale non consente velocità superiori per via del rischio di risucchio della massicciata e dell'eccessiva usura dei carrelli a causa delle forze in gioco presenti a tali velocità.

## Storia
Nel 2010 Trenitalia indice una gara d'appalto per la realizzazione e fornitura di 50 unità di un nuovo modello di treno ad alta velocità, il successore dell'ETR 500.
Il consorzio AnsaldoBreda-Bombardier risulta vincitore con il modello V300 Zefiro a 30,8 milioni di euro a convoglio, superando la Alstom, che aveva chiuso la sua offerta a 35 milioni di euro a convoglio.
Una riproduzione in scala reale di parte del primo elemento con cabina di guida è stata presentata il 19 agosto 2012 a Rimini, mentre i primi due elementi del treno sono stati presentati al pubblico presso lo stabilimento di AnsaldoBreda a Pistoia il 26 marzo 2013. Una composizione ridotta di quattro casse è stata poi trasferita presso lo stabilimento di Vado Ligure di Bombardier il 19 aprile 2013 per il prosieguo dei test. Il 5 settembre, con il primo treno nella composizione completa di 8 elementi, sono iniziate le prove dinamiche, con alcuni viaggi di prova tra lo stabilimento Bombardier di Vado Ligure e Savona Parco Doria, mentre il 13 settembre il treno è stato trasferito a Velim (Repubblica Ceca) sul circuito di prova specializzato nei collaudi dei nuovi mezzi ferroviari per l'esecuzione dei test di marcia in diverse condizioni. Già il 1º ottobre 2013 il treno ha superato la velocità di 200 km/h durante i test.
Il primo Frecciarossa 1000 ad entrare in servizio è stato battezzato con il nome di "Pietro Mennea" in onore dell'atleta italiano deceduto il 21 marzo 2013, campione olimpico e detentore del record mondiale sui 200 metri piani dal 1979 al 1996.
Il mezzo, potenzialmente in grado di raggiungere la velocità di 400 km/h, ha superato per la prima volta i 300 km/h sulla linea AV Roma-Napoli, raggiungendo il 3 maggio 2014 i 318 km/h.
Il 25 aprile 2015, in occasione del 70º anniversario della liberazione d'Italia, è avvenuto il debutto del treno sulla tratta Milano-Roma, percorsa in 2 ore e 40 minuti con a bordo il Presidente della Repubblica Sergio Mattarella.
I primi quattro convogli sono entrati in servizio il 14 giugno 2015, con l'orario ferroviario estivo ed in corrispondenza con l'Expo 2015.
Dall'ottobre 2015 gli esemplari contrassegnati dai numeri 03 e 04 sono stati impegnati in test dinamici sul binario dispari della linea AV Torino - Milano, tra le progressive chilometriche 32+836 ed 89+957, finalizzati a raggiungere la velocità di 400 km/h ed abilitare il Frecciarossa 1000 a servizi commerciali con velocità di punta di 360 km/h.
Il 24 novembre 2015 l'esemplare 03 ha raggiunto la velocità di 385,5 km/h in corrispondenza del km 62+991 della tratta AV Torino - Milano, stabilendo il nuovo record italiano; tale prestazione avrebbe consentito di abilitare l'elettrotreno a servizi commerciali fino a velocità di 350 km/h. Il 27 novembre 2015 il treno ha superato il suo stesso primato raggiungendo i 389,5 km/h sul medesimo tratto, e il giorno 3 dicembre 2015 sono stati raggiunti i 390,7 km/h al km 55+240 della Torino-Milano. Nella notte tra il 25 e il 26 febbraio 2016 sono stati raggiunti i 393,8 km/h.
Secondo Trenitalia, il Frecciarossa 1000 avrebbe dovuto ottenere l'omologazione per viaggiare a 350 km/h entro la fine del 2017, collegando Roma e Milano in 2 ore e 20 minuti, risultato conseguito il 17 dicembre dello stesso anno. Nonostante questo, il Ministero dei trasporti italiano non ha abilitato l'innalzamento della velocità commerciale a 350 km/h, in quanto "costerebbe troppe energie e denaro, necessari per ridurre di soli 10 minuti il tempo utile".
Il 10 maggio 2019 viene ufficializzato l'acquisto di altri 23 esemplari da parte di Trenitalia, che saranno costruiti a cura di Hitachi Rail e Alstom.
Sempre nell'anno 2019 è stato ufficializzato l'acquisto di una fornitura di altri 14 ETR 1000 comprensivi di un contratto di manutenzione integrale per 10 anni per i futuri servizi tra Milano e Parigi.
Questi ulteriori convogli dovrebbero essere parte di due forniture diverse. L'altra fornitura, da 23 convogli, verrà impiegata sulla rete ad alta velocità della Spagna, operata da Iryo, joint venture costituita da Trenitalia e Operador Ferroviario de Levante SL.
Il 3 giugno 2019, durante la presentazione del nuovo orario estivo di Trenitalia a Milano Centrale, viene svelata la livrea commemorativa per i "10 anni di Frecciarossa" applicata sull'ETR 1000.28. Essa è la protagonista di un cortometraggio sulla AV realizzato dal regista Ferzan Özpetek.

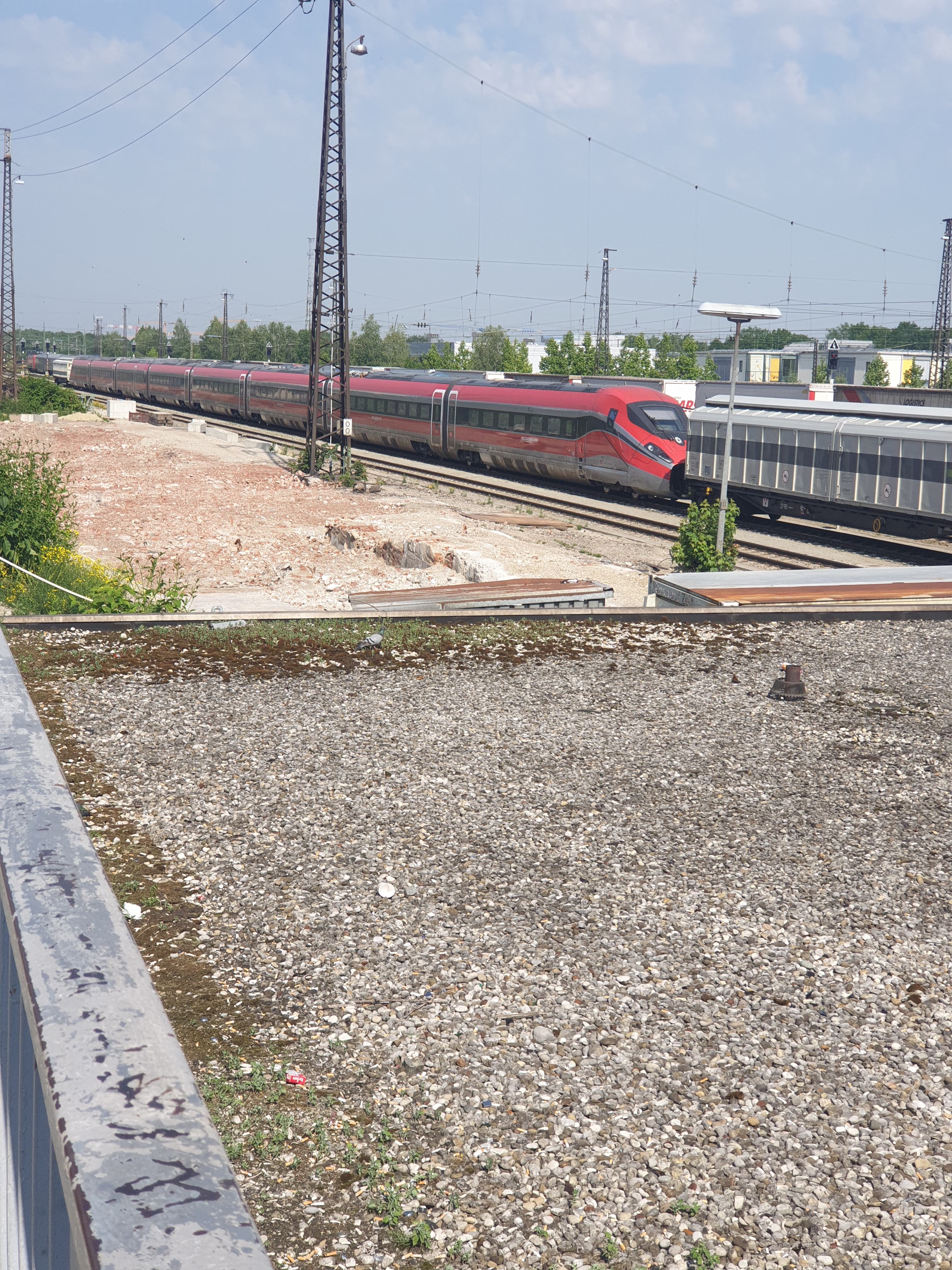
Frecciarossa 1000 fermo a Monaco di Baviera nello scalo merci di München-Laim, giugno 2019

Il 10 agosto 2020, Hitachi Rail e Bombardier Transportation annunciano in un comunicato congiunto la firma del contratto con Trenitalia per la fornitura di 23 unità, destinati al nuovo operatore ferroviario Intermodalidad de Levante (ILSA), joint venture costituita da Trenitalia e Operador Ferroviario de Levante SL, che è stata selezionata da ADIF come primo operatore privato ad avere accesso al mercato ferroviario spagnolo ed avvierà entro il 2022 servizi ad alta velocità sulle linee Madrid-Barcellona, Madrid-Valencia/Alicante e Madrid-Siviglia/Malaga. Il contratto per la partnership Hitachi Rail e Bombardier ha un valore di circa 800 milioni di euro e prevede la distribuzione delle quote rispettivamente al 60% e 40%. I convogli verranno costruiti da Hitachi Rail Italy e Alstom, in quanto Bombardier Transportation ha recentemente ceduto integralmente il settore ferroviario ad Alstom.
Nel mese di novembre 2021, in Spagna, nella stazione di Atocha a Madrid, viene presentato il primo dei 23 convogli Frecciarossa 1000 che circoleranno sulle reti AV spagnole entro la fine del 2022 sotto il marchio Iryo, della società ILSA controllata da Trenitalia e Air Nostrum. Iryo unirà in una prima fase le città di Madrid, Barcellona, Siviglia, Malaga, Cordoba, Valencia, Alicante e Saragozza, per poi estendersi ad altri collegamenti.

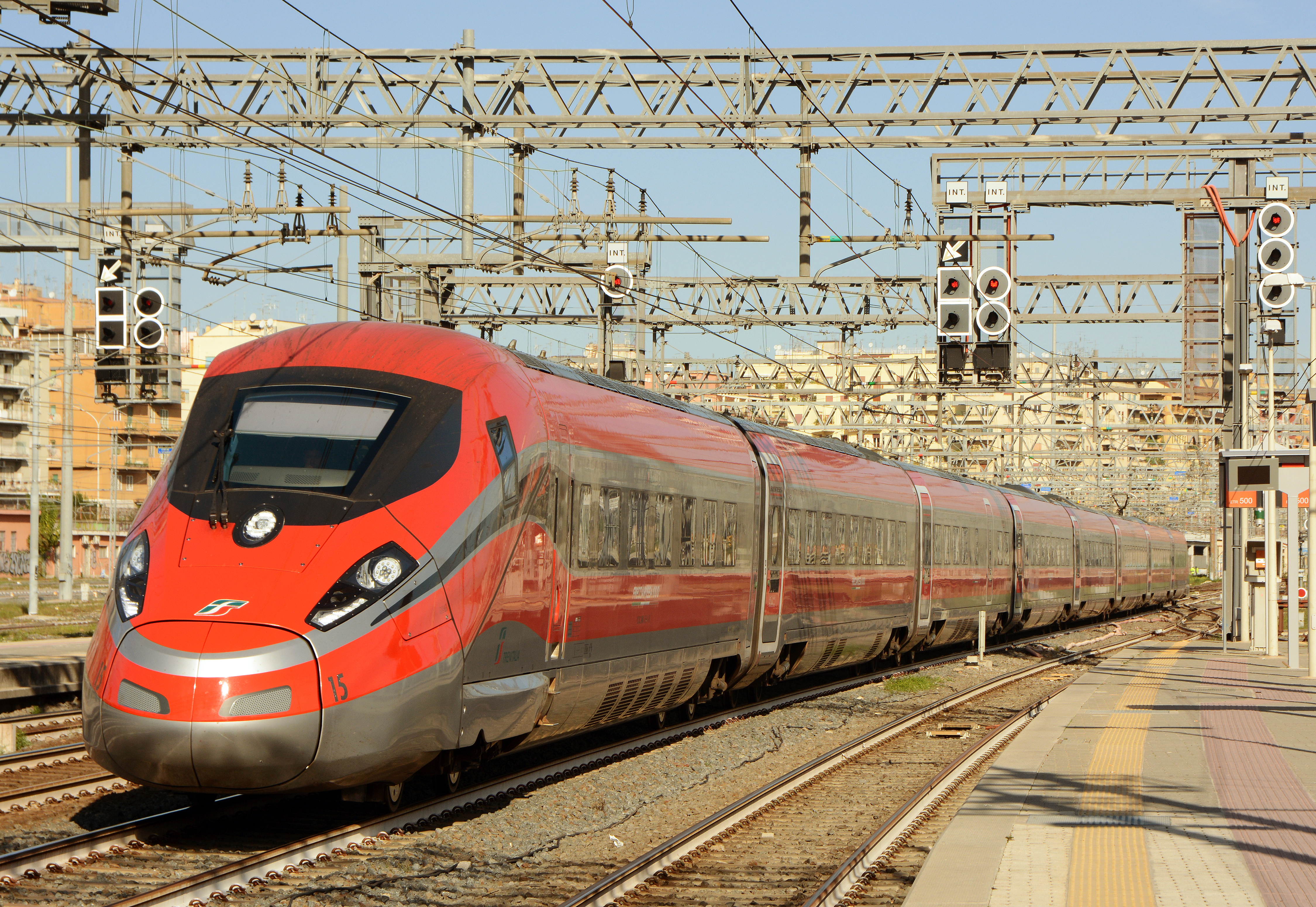
Frecciarossa 1000 nella sua livrea d'origine

Dopo diversi anni di pubbliche avvisaglie in merito, nel dicembre 2021 Trenitalia avvia un collegamento tra Milano e Parigi attraverso Modane utilizzando alcuni convogli Frecciarossa 1000, in concorrenza con il servizio espletato da SNCF con i treni francesi TGV. I collegamenti Frecciarossa tra Italia e Francia, nel tratto tra Milano e Torino, utilizzano la linea ad alta velocità, cosa che i TGV non possono fare in quanto non sono attrezzati per il segnalamento ERTMS, e ciò consente una riduzione di circa mezz’ora del tempo di percorrenza totale.
A fine maggio 2022 viene annunciata una nuova livrea Frecciarossa. Essa vede la fascia nera dei finestrini delle carrozze prolungata fino alle porte esterne della cabina di guida (e non più fino al frontale del treno) ed il rosso disegnare una freccia all'altezza dei frontali, con conseguente accorciamento della fascia argentata ricoprente la parte inferiore della cassa sempre all'altezza delle porte esterne.
Il 21 novembre 2022 è partito il viaggio inaugurale per le autorità, dalla stazione di Madrid Chamartìn alla stazione di Valencia Joaquín Sorolla, del Frecciarossa 1000 per Iryo, il nuovo marchio di treni AV spagnoli gestito da ILSA. Il servizio commerciale è invece iniziato 4 giorni dopo, il 25 novembre 2022.
Il 10 novembre 2023 Trenitalia ha siglato un accordo con Hitachi Rail per la fornitura di ulteriori 40 treni.
Nell'estate 2024 i primi due treni della seconda serie sono stati trasferiti al circuito di Velim per effettuare le corse prova e verificare il funzionamento della nuova gestione dell'elettronica di controllo.
In occasione della fiera InnoTrans 2024, Trenitalia ha presentato i nuovi ETR 1000 di seconda serie.

## Livree
Molti esemplari di ETR 1000 hanno ricevuto livree pubblicitarie, a seguito di accordi di collaborazione stipulati da Trenitalia: 
- l'ETR 1000.01, ha ricevuto la livrea dedicata a “Pietro Mennea” e una livrea per l'evento "ASVIS Festival dello Sviluppo Sostenibile".[senza fonte]

## Caratteristiche
Il singolo treno ha una lunghezza di 202 m ed una capienza massima di 457 posti a sedere (più 2 per disabili) in 8 casse. 
Il treno è dotato di 4 pantografi Contact – Schunk; 2 di essi si trovano sulla parte più centrale del treno e sono dedicati al funzionamento sotto alimentazione in corrente alternata a 25 kV ~ 50 Hz o a 15 kV ~ 16,6 Hz, mentri gli altri 2 sono collocati alle estremità e servono per l'alimentazione in corrente continua a 3 kV o a 1,5 kV, particolarità che rende il mezzo in grado di utilizzare tutti i quattro tipi di alimentazione elettrica presenti sulle reti ferroviarie europee.
I carrelli sono in totale 16, di cui 8 motorizzati (il primo, terzo, sesto e ottavo elemento, per un totale di 4 carrozze con ambo i carrelli motorizzati e 4 rimorchiate). Ogni carrello è dotato di due motori. Questo permette al treno di godere di una migliore aderenza e di accelerare da fermo a 300 chilometri orari in 4 minuti.
Grazie all'uso di particolari leghe leggere per realizzare casse dei veicoli ed arredi, unitamente a nuovi carrelli, il treno riesce a controbilanciare le forze centrifughe con un migliore rapporto massa/potenza. L'innovativo design della testata riduce la resistenza aerodinamica, migliorando la sicurezza e il comfort degli occupanti del convoglio.
Il singolo convoglio può essere accoppiato con un altro gemello (possibilità sfruttata a partire dal 2017 fino al 31 marzo 2019 e di nuovo dall'orario invernale di Trenitalia del dicembre 2021), raddoppiando la capienza complessiva senza influenzare la velocità e i tempi di percorrenza. Scopo del treno per il committente era collegare Roma e Milano in 2 ore e 20 minuti, nonché, data l'elevata interoperabilità, acquisire nuove quote di mercato in Europa. Trenitalia, infatti, afferma che potrà viaggiare, oltre che in Francia ed in Spagna dove è già stato introdotto, anche in Austria, Svizzera, Paesi Bassi e Belgio.
Per quanto riguarda l'Italia, tuttavia, nel 2018 il Ministero delle infrastrutture e dei trasporti e l'ANSF hanno negato la possibilità di aumentare la velocità di esercizio dei treni oltre i 300 chilometri orari, essendosi riscontrati problemi di risucchio del pietrisco, su cui poggiano le traversine dei binari, contro il fondo delle carrozze: tali criticità, sebbene risolte ai fini del traffico a 300 km/h (con la stesura di collanti), per velocità superiori - specialmente in concomitanza di incrocio tra due convogli - necessitano di soluzioni differenti, con ulteriori costi non proporzionati alle riduzioni dei tempi di percorrenza ottenibili.
Dal dicembre 2021 i Frecciarossa 1000 utilizzati per il collegamento internazionale Milano-Parigi da parte di Trenitalia France (nota fino all'ottobre 2021 come Thello) sono stati attrezzati per poter circolare sulle linee ferroviarie francesi, con l'aggiunta dei sistemi di sicurezza e segnalamento TVM (per le linee LGV), KVB (per le linee tradizionali) e RSO (Ripetizione Segnali Ottica), con lo sfruttamento della predisposizione per l'alimentazione elettrica a 1,5 kV in corrente continua e con l'installazione in cabina di un selettore della tensione dotato di due diverse impostazioni per l'alimentazione in corrente alternata a 25 kV, una dedicata alle velocità più basse (posizione 25 kV) e l'altra alle velocità più elevate (posizione 25 kV GV, ovvero Grand Vitesse), dato che in Francia questo sistema di alimentazione è utilizzato anche sulle linee tradizionali (oltre agli 1,5 kV CC).

## Livelli di servizio

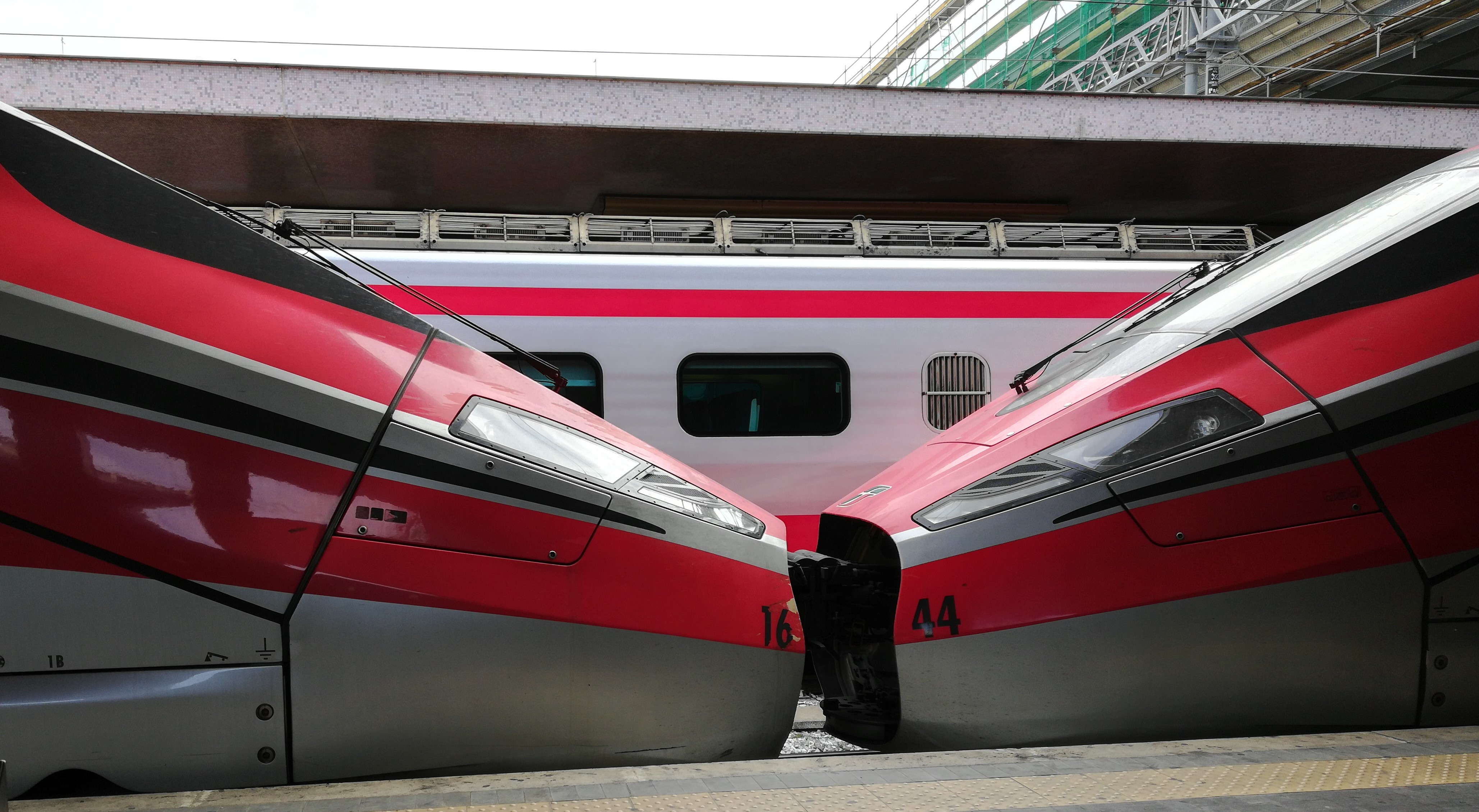
Frecciarossa 1000 in doppia composizione (treni n° 16 & n° 44).

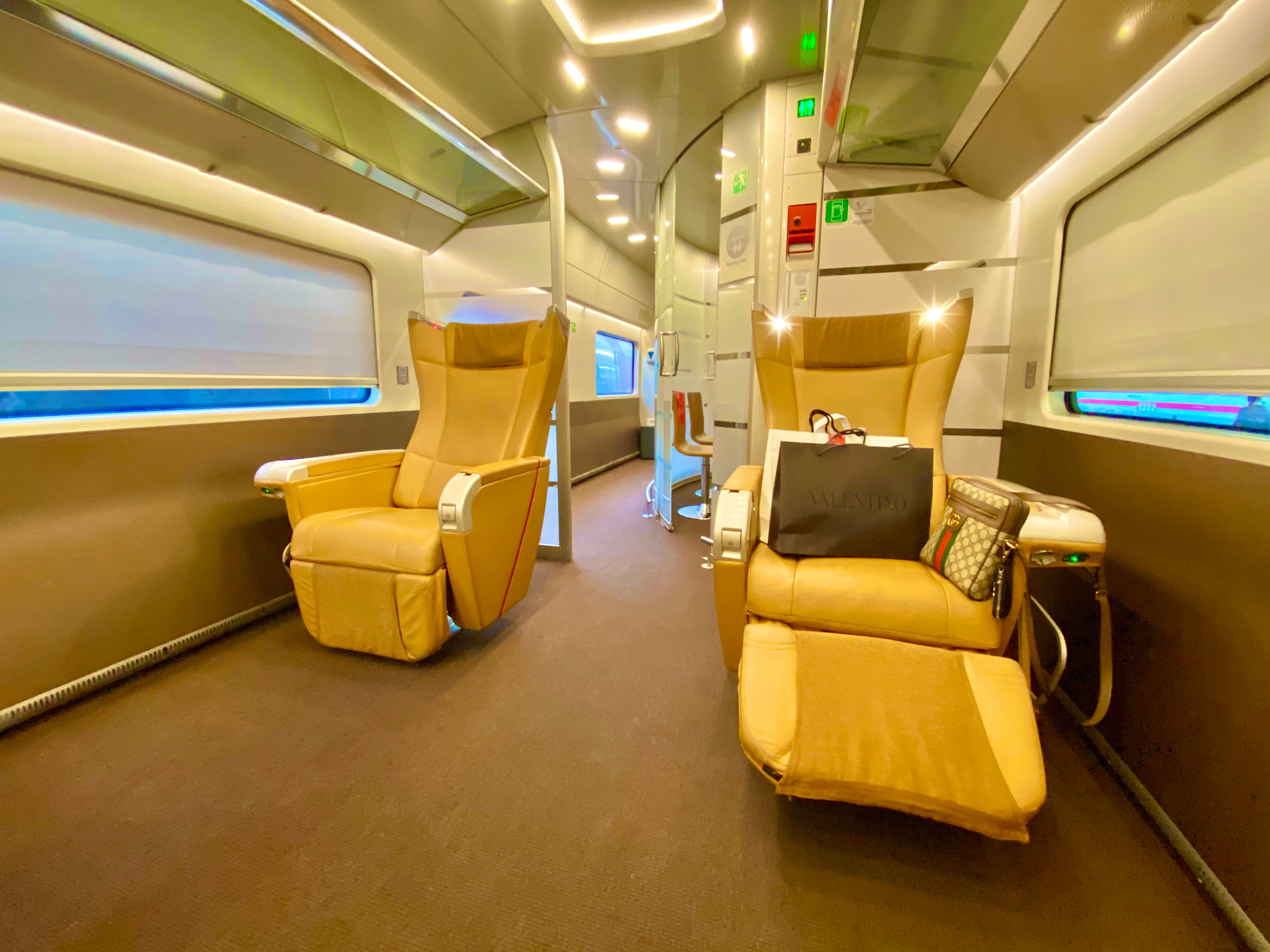
Interno della carrozza Executive

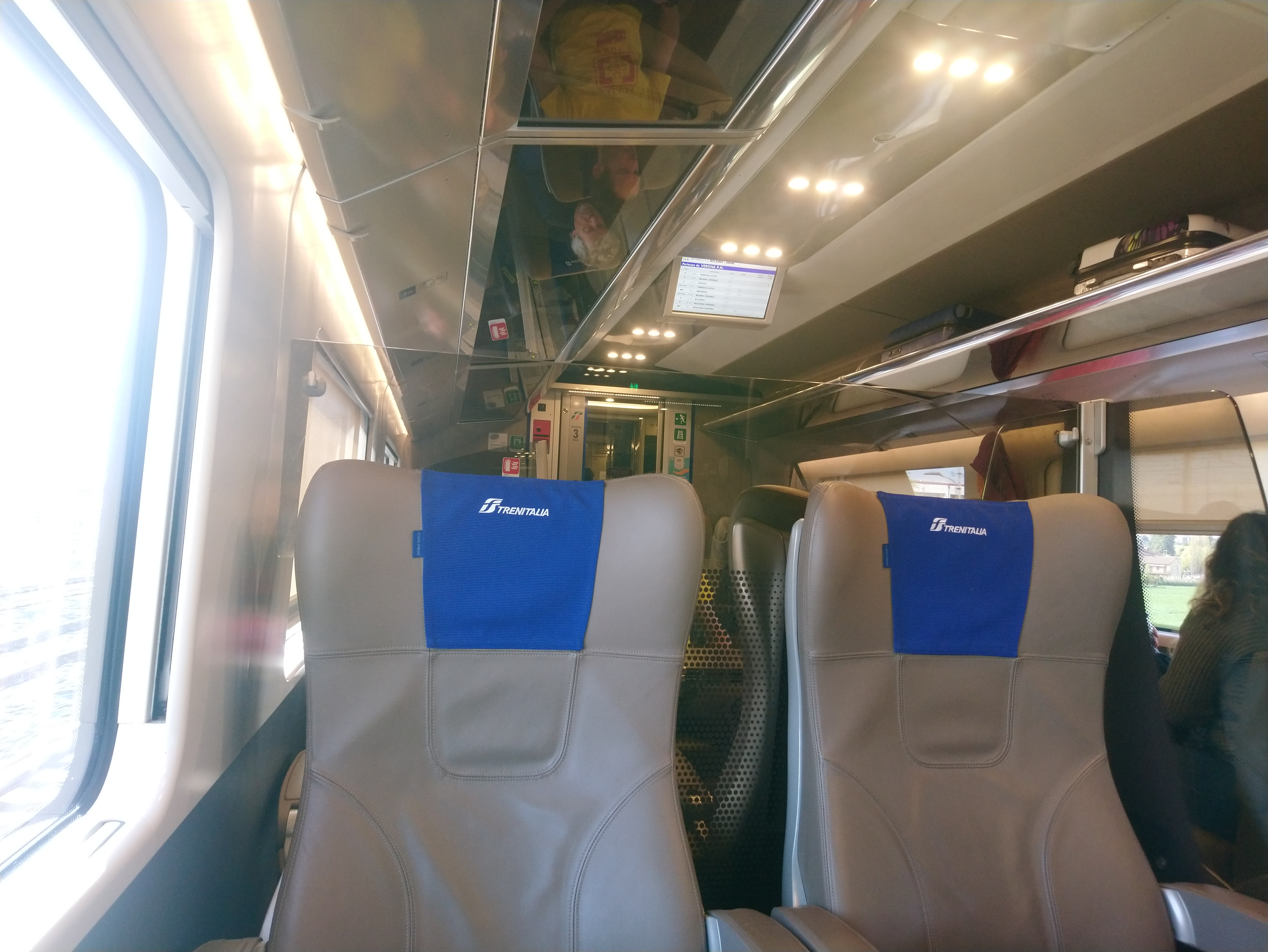
Interno della carrozza Business

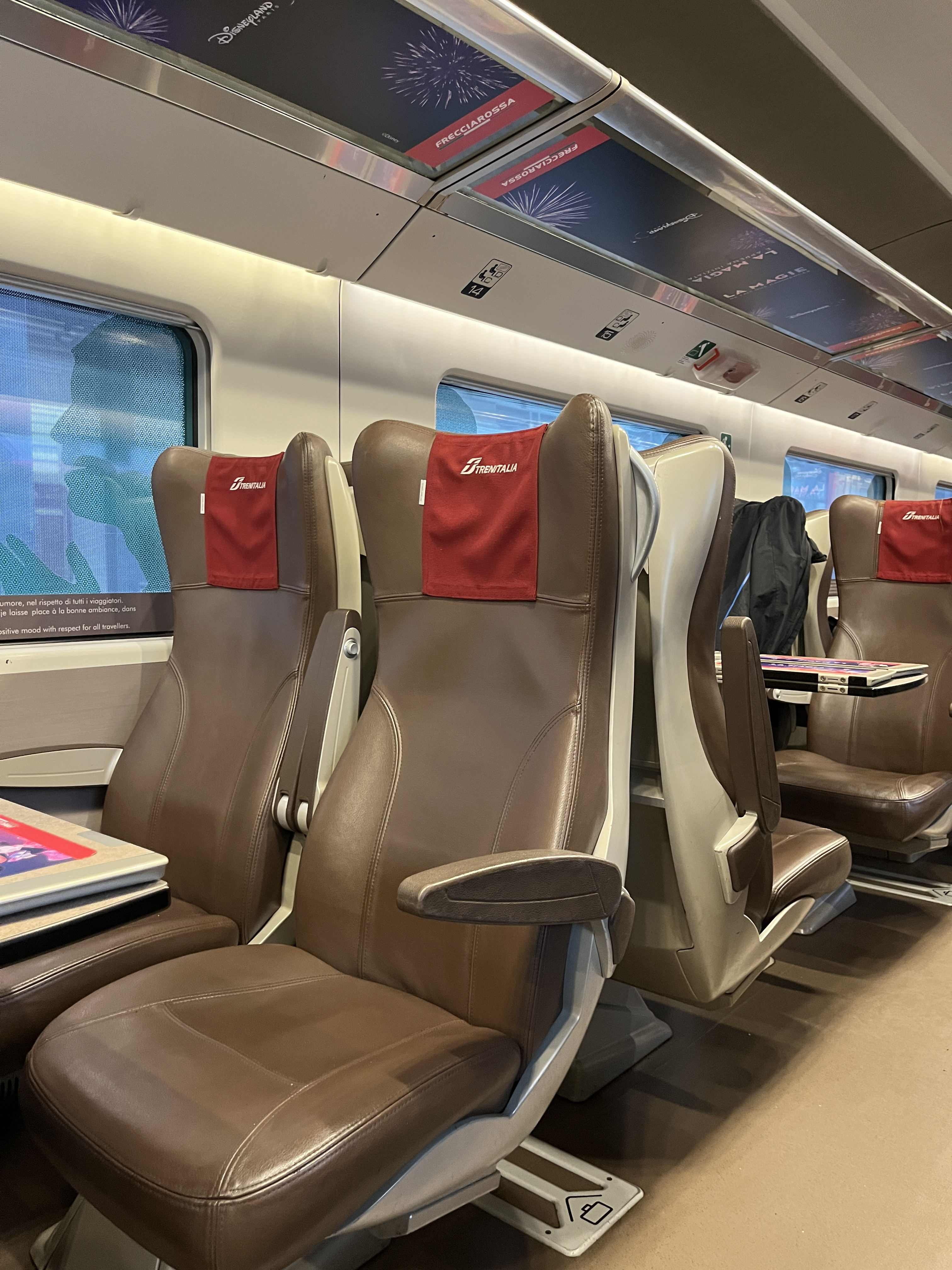
Interno della carrozza Premium

### Italia
Servizio interno
Le carrozze dei Frecciarossa 1000 usate nei collegamenti nazionali sono assegnate a quattro diversi livelli di servizio:
- Carrozza 1: Executive, 10 posti complessivi (colore dominante marrone)
- Carrozze 2 e 3: Business - la 3 è parzialmente occupata dallo spazio ristorante, denominato Bistrò e privo di posti a sedere (colore dominante blu)
- Carrozza 4: Premium (colore dominante rosso)
- Carrozze 5-6-7-8: Standard (colore dominante arancio)

Tutti i posti a sedere sono dotati di prese elettriche e tavolini. Le poltrone hanno dimensioni medie minori rispetto a quelle presenti sugli ETR 500 e, a differenza di questi ultimi, in classe standard non è possibile la regolazione dello schienale. Sul treno è presente la connessione WiFi.
Milano-Parigi
I Frecciarossa 1000 che arrivano in Francia offrono tre livelli di servizio: Executive, Business e Standard. Questi ultimi due livelli sono poi ulteriormente divisi in Area Silenzio, per viaggiare senza rumori, e Area Allegro per chi desidera poter parlare liberamente con le altre persone.
- Carrozza 1: Executive (10 posti complessivi)
- Carrozza 2: Business silenzio
- Carrozza 3: Business allegro / Bistrò
- Carrozze 4-5-6: Standard allegro
- Carrozze 7-8: Standard silenzio.

### Spagna (versione Iryo)

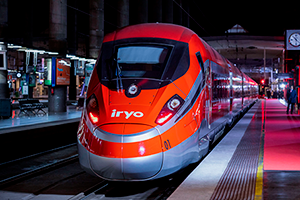
Frecciarossa 1000 in servizio in Spagna

I Frecciarossa 1000 operativi in Spagna sotto il marchio Iryo della società ILSA offrono 4 livelli di servizio: Infinita, Singular Only you, Singular e Inicial. 
Nelle classi Infinita e Singular Only you la configurazione dei sedili è 2+1, mentre nelle classi Singular e Inicial è 2+2. 
- Carrozza 1: Infinita Bistrò + Singular Only you;
- Carrozze 2-3: Singular Only you;
- Carrozze 4-5-6-7-8: Inicial + Singular;

## Incidenti
Il 6 febbraio 2020 l'ETR 1000.21 rimane coinvolto nell'incidente ferroviario di Livraga, deragliando a causa di uno scambio posizionato non correttamente presso il posto di movimento omonimo, lungo la linea ad alta velocità Milano-Bologna, causando la morte dei due macchinisti e il ferimento di 31 persone. Si tratta del primo, e finora unico, incidente mortale avvenuto su una linea AV/AC italiana a partire dalla sua entrata in servizio nel 2005.

## Ambiguità sulla classificazione
La classificazione del treno rispetta la normativa europea a 12 cifre per l'attribuzione del NEV (Numero Europeo Veicolo), secondo le norme emanate da ANSFISA. In certi casi viene riportata in maniera errata come classificazione interna la dicitura "ETR 400", seguendo la normativa che prescrive che la prima delle ultime 4 cifre, quella corrispondente alle migliaia, venga utilizzata, per i mezzi di trazione, seguendo la tabella riportata qui sotto:
| Quinta cifra | Significato                                                                |
| ------------ | -------------------------------------------------------------------------- |
| 0            | Nessuna specializzazione                                                   |
| 1            | Veicolo con sola trazione                                                  |
| 2            | Veicolo con trazione e cabina di guida                                     |
| 3            | Veicolo con trazione, cabina di guida e posti passeggeri di prima classe   |
| 4            | Veicolo con trazione, cabina di guida e posti passeggeri di seconda classe |
| 5            | Veicolo con trazione e posti passeggeri di prima classe                    |
| 6            | Veicolo con trazione e posti passeggeri di seconda classe                  |
| 7            | Veicolo con cabina di guida e posti passeggeri di prima classe             |
| 8            | Veicolo con cabina di guida e posti passeggeri di seconda classe           |
| 9            | (a disposizione)                                                           |

In realtà questa classificazione non è più usata pedissequamente: il treno viene infatti indicato come ETR 1000 dai costruttori Hitachi Rail (prima AnsaldoBreda) e Bombardier, dalle Ferrovie dello Stato Italiane e dall'Autorità di regolazione dei trasporti, così come nei documenti ufficiali di Trenitalia e RFI. Il nome utilizzato da Trenitalia per i servizi commerciali AV è invece "Frecciarossa 1000".